# 科洛納 (科羅拉多州)
科洛納（英語：Colona）是位於美國科羅拉多州烏雷縣的一個人口普查指定地區。

## 地理
科洛納的座標為38°19′30″N 107°46′47″W / 38.32500°N 107.77972°W，而該地最高點為海拔高度1946米（即6384英尺）。

## 人口
根據2010年美國人口普查的數據，科洛納的面積為0.16平方千米，當中陸地面積為0.16平方千米，而水域面積為0.00平方千米。當地共有人口30人，而人口密度為每平方千米187人。